# Margaret Caroline Anderson
Margaret Caroline Anderson (Indianapolis, Estats Units, 24 de novembre de 1886 – Lo Canet, França, 18 d'octubre de 1973), també coneguda com a Margaret Anderson, fou fundadora, editora i redactora de la revista d'art i literatura The Little Review, que publicà una col·lecció d'autors estatunidencs, anglesos i irlandesos entre 1914 i 1929. La publicació és notòria per introduir importants escriptors del segle xx, com Ezra Pound o T. S. Eliot, als Estats Units, i la publicació dels primers capítols de la llavors inèdita novel·la de James Joyce Ulysses.

## Biografia
Margaret Anderson nasqué a Indianapolis, Indiana. Era la major de les tres filles d'Arthur Aubrey Anderson i Jessie (Shortridge) Anderson. Es graduà en l'institut d'Anderson, Indiana, el 1903, i feu dos anys de "júnior preparatory" en el Western College for Women d'Oxford, d'Ohio.
Després d'intentar forjar-se una carrera com a pianista, al 1908 deixa sa casa per Chicago, on treballa en un setmanari religiós, The Continent, fent ressenyes bibliogràfiques, abans d'unir-se al The Dial. El 1913 ja era crítica literària del Chicago Evening Post.
El 1916, Anderson coneix a Jean Heap, que s'uneix a ella com a coeditora de The Little Review. Foren amigues i sòcies comercials (i durant alguns anys també amants). El 1917 van traslladar la revista a Nova York.
La seua revista fou especialment rellevant per haver donat a conéixer destacats escriptors del segle xx, com ara Ezra Pound, T. S. Eliot, Hart Crane, Ernest Hemingway, James Joyce i William Butler Yeats. La poeta més publicada de la revista fou la dadaista de Nova York Elsa von Freytag-Loringhoven. Altres destacats col·laboradors en foren: Sherwood Anderson, André Breton, Jean Cocteau, Malcolm Cowley, Marcel Duchamp, Ford Madox Ford, Emma Goldman, Vachel Lindsay, Amy Lowell, Francis Picabia, Carl Sandburg, Gertrude Stein, Wallace Stevens, Arthur Waley i William Carlos Williams. Fins i tot publicaren una edició amb dotze pàgines en blanc per a protestar per la manca d'obres noves i interessants.
La revista també és famosa per haver publicat en primícia, entre 1918 i 1920, els primers capítols de la novel·la de James Joyce Ulysses, llavors inèdita. Fou perseguida per subversiva, multada el 1921 i obligada a tancar, tot i que continuà editant la revista onze anys més.
El 1924, Margaret Anderson es traslladà a París acompanyada per la seua amant, la soprano Georgette Leblanc. Hi continuà com a coeditora de The Little Review, al costat de la seua amiga i sòcia Jean Heap, fins al tancament de la revista, el 1929.
Els seus escrits posteriors inclouen la seua autobiografia en tres volums, composta per Els meus trenta anys de guerra (1930), Les fonts ardents (1951) i L'estranya necessitat (1962). The Little Review Anthology es publicà el 1953. I el 1996 una obra de ficció d'Anderson titulada Forbidden Fires.
Va morir a causa d'un emfisema, el 1973, al poble occità de l'estat francés, Lo Canet.

## Reconeixements
El 2006, Margaret Anderson i Jean Heap foren afegides al Gay and Lesbian Hall of Fame de Chicago.